# حيرام شيرمان
حيرام شيرمان (بالإنجليزية: Hiram Sherman)‏ هو ممثل أمريكي، ولد في 11 فبراير 1908 ببوسطن في الولايات المتحدة، وتوفي في 11 أبريل 1989 في الولايات المتحدة بسبب سكتة. من الجوائز التي نالها جائزة توني لأفضل ممثل في مسرحية موسيقية ‏ سنة 1953.

## جوائز
- جائزة توني لأفضل ممثل في مسرحية موسيقية [الإنجليزية]‏ (1953)

## وصلات خارجية
- حيرام شيرمان على موقع IMDb (الإنجليزية)
- حيرام شيرمان على موقع أول موفي (الإنجليزية)
- حيرام شيرمان على موقع قاعدة بيانات برودواي على الإنترنت (الإنجليزية)
- حيرام شيرمان على موقع قاعدة بيانات الأفلام السويدية (السويدية)
- حيرام شيرمان على موقع ديسكوغز (الإنجليزية)